# John Huettner
John Huettner   (Washington DC, 21 d'octubre de 1906 - Comtat d'Orange, 4 d'agost de 1970) va ser un regatista estatunidenc que va competir durant la dècada de 1930.
El 1932 va prendre part en els Jocs Olímpics de Los Angeles, on va guanyar la medalla d'or en la categoria de 8 metres del programa de vela a bord de l'Angelita.